# パク・ミョンス
パク・ミョンス（朝鮮語: 박명수、1970年9月27日 - ）は、韓国のコメディアン、歌手、実業家。1993年デビュー。韓国語の発音ではパッチムkの後に鼻音mが来ていることにより、パンミョンス（ンはng）のようになる。
1999年に歌手としてデビューしたが、現在歌手活動は休止状態。自分自身を大物スターと称えたことより、ファンたちに「巨星」と呼ばれている。薄毛であり、時々薄毛をネタとして使っている。既婚。
2000～2010年代ユ・ジェソクと非公式的なギャグコンビを行い、無限挑戦などいくつかのプロで活躍した。 2020年代に入った別々に活動している。本人の進行能力が不足して単独進行プロは成功作が珍しいが、好通ギャグなどギャグ感に優れ、様々なバラエティプロで活躍し、韓国では有名なコメディアンだ。
現在、任實(イムシル)・チーズピザのソウル支社長を務めている実業家でもあり、脱毛予防製品ショップも経営している。自身のショップを通して自分のヘアマスカラ・ブランド「ヘア・リッチ」を立ち上げた。

## 略歴
- 本貫は密陽朴氏[2]。
- 1970年8月27日 全羅北道群山市生まれ。小学生の頃にソウルに引越した。
- ソウル空港高校卒業後1993年MBCギャグコンテストでデビュー。
- デビュー初期には、歌手のイ・スンチョルのモノマネなどで活動。
- 1999年に歌手デビュー。
- 2004年頃からいわば「怒鳴りギャグ」、「複式ギャグ」で大ブレイク。自称「第8の全盛期」。この時期から彼は色んなバレエティ番組に出演することになり、また歌手としてアルバムも発売。
- 『無限挑戦』での活躍で人気コメディアンになる。
- 2008年4月、8歳年下の医者と結婚[3]。同年8月に女児を得た[4]。
- 2009年、肝炎で入院。『無限挑戦』では入院した彼のためにメンバーたちがお見舞いに行って、彼の欲しいことを叶えてあげる内容のコーナーを放送した[5]。
- 『We love 独島』というアルバムを発売している。

## 逸話
- ヘアマスカラを愛用する彼がロケで中国に行った時のこと。荷物の検査中にヘアマスカラを摘発された。「これは液体じゃないですか。」という検査員の審問に「これは液体じゃないです。粉末タイプのヘアマスカラです。」と英語で答えられなくて押収された。
- 自身の代表曲「海の王子」を『無限挑戦』の毎年年末開催のコンサートSPで披露する。観客の反応は大熱狂。
- 2009年彼が肝炎で入院した時、ネット上では彼が死亡したという噂が流れていた。
- 『無限挑戦』のプロデューサーであるキム・テホに自分の存在を確かめたくて、「こんなに撮影がキツかったらやめるよ」と言ったところ、「やめていいですよ」と言われた。
- ボブスレー韓国国家代表選抜戦に選手として参加し、2009年大韓体育会ボブスレー選手として定式登録されている。
- 政治的な発言も時々するためアンチがあるが、左右とも本人が間違ったと思う部分はディスしており、本人次第の目安はある方だ。
- いくつかの失礼なギャグスタイルから来るアンチもある。ただし日常生活では難しい人々を助けるなど先行逸話もかなり伝わる。

## 出演

### ドラマ
- 私の名前はゴンジュ(公主) (2002年、MBC) - イ・チョリ 役
- ハイ!フランチェスカ 第1期 (2004年、MBC) - チキン街商 役

※『無限挑戦』のメンバー全員出演作
- イ・サン(2008年、MBC) - 様々なエキストラで出演した。
- 内助の女王(2009年、MBC) - 就職準備生 役
- ヒョシムの独立奮闘記(2024年、KBS) - 本人パク・ミョンス 役[6]

## ディスコグラフィー

### シングル

#### 正規シングル
- We Love 独島 (2005年3月29日発売) - 後に発売されたアルバム『タララ』に収録

#### プロジェクト・シングル
- 無限挑戦江辺北路ソング・フェスト (2007年9月4日発売)  Track4 『I Love You』
- 無限挑戦オリンピック大路デュエットソング・フェスト (2009年7月13日発売) Track5 『冷面 〜冷たい顔〜』 ※ジェシカ(少女時代)とのユニット「ミョンカ・ドライブ」名義。
- 無限挑戦西海岸高速道路ソング・フェスト (2011年7月発売予定) Track3 『浮気した』 ※G-Dragon (BIGBANG)とのユニット「GG」名義。2NE1のパク・ボムがフィーチャリングに参加している。
- 無限挑戦それなり歌手だソング・フェスト (2012年1月7日発売) Track7 『ピエロ』 ※キム・ボムスがフィーチャリングに参加している。
- 無限挑戦自由路歌謡祭ソング・フェスト (2013年11月2日発売) Track4 『I Got C』 ※プライマリーとのユニット「コモリ」名義。 Dynamic Duoのゲコがフィーチャリングに参加している。
- 無限挑戦嶺東歌謡祭ソング・フェスト (2015年8月22日発売) Track2 『レオン』 ※IUとのユニット「이유 갓지(GOD G) 않은 이유」名義。

#### デジタル・シングル
- All You Needs　Is　Love (2006年12月19日発売 / 無限挑戦のメンバー全員によるデジタル・シングル)
- バカに...バカが... (2008年9月22日発売)
- Fyah (2010年4月5日発売)
- クジラ (2010年7月20日発売) (KARAのニコルとのユニット「ミョンコル・ドライブ」の名義)

### アルバム
- Change (1999年7月16日発売)
- Dr.Park (2000年8月16日発売)
- 風の子 (2002年7月31日発売)
- タララ (2005年6月2日発売)

## 受賞履歴
- MBC放送演芸大賞 バラエティ部門 大賞（2005年）
- MBC放送演芸大賞 バラエティ男性部門 大賞（2006年）
- 第18回韓国放送プロデューサー賞 コメディアン賞（2006年）
- MBC放送演芸大賞 特別部門 大賞（2007年）
- MBC放送演芸大賞 大賞（2007年 / 『無限挑戦』のメンバー全員、イ・シュンジェと共同受賞）
- 第44回百想芸術大賞 放送部門 TV芸能大賞（2008年）
- 第89回全国体育大会 エアロビック同好者一般部 6人組 第2位（2008年 / 『無限挑戦』で「エアロビックSP」というタイトルで放送された。）
- MBC放送演芸大賞 プロデューサー賞（2009年 / 無限挑戦メンバー全員受賞）
- MBC放送演芸大賞 ラジオ部門 優秀賞（2009年）
- 第4回Mnet 20'sチョイス最も影響力のあるスター20人（2010年）
- 第5回エイアワードベストブラックカラーウォーカー（2010年）
- KBS 演芸大賞 ベストチームワーク賞（2010年）
- KBS 演芸大賞 最高のエンタテイナー賞（2010年）
- MBC放送演芸大賞 ベスト屈辱賞（2010年）
- MBC放送演芸大賞 ショーバラエティー部門男性最優秀賞（2010年）
- 第53回全国調整選手権大会2000mノービスエイト特別賞（2011年）
- MBC 演芸大賞 ベストカップル賞（2011年）
- MBC放送演芸大賞 大賞（2012年）